# Yesterdays (album de Keith Jarrett)
Pour les articles homonymes, voir Yesterday.
Yesterdays est un album live de Keith Jarrett enregistré le 4 novembre 1998 lors d’un concert au Metropolitan Festival Hall de Tokyo le 30 avril 2001. L’une des pistes a été enregistrée lors du sound check le 24 avril 2001 au Orchard Hall de Tokyo. L’album est sorti le 27 janvier 2009 sur le label ECM.

## Musiciens
- Keith Jarrett, piano
- Gary Peacock, contrebasse
- Jack DeJohnette, batterie

## Pistes
1. Strollin’ (Horace Silver) – 8:12
2. You Took Advantage of Me (Rodgers, Hart) – 10:12
3. Yesterdays (Kern, Harbach) – 8:55
4. Shaw’nuff (Gillespie, Parker) – 6:10
5. You’ve Changed (Fischer, Carey) – 7:55
6. Scrapple from the Apple (Charlie Parker) – 9:01
7. A Sleepin’ Bee (Arlen, Capote) – 8:17
8. Intro. Smoke Gets in Your Eyes (Jarrett/Kern, Harbach) – 8:47
9. Stella by Starlight (Young, Washington) – 8:04